# Ђуро Милутиновић
Ђорђе - Ђуро Милутиновић је био слепи гуслар, у време Првог српског устанка. Био је познат као поверљиви гласник војничких планова и дипломатских тајни за време припреме и током устанка.

## Биографија
Рођен је 1774. године у Грахову. Ослепео је у својој седамнаестој години, и отада се почео бавити гуслањем. У време припреме Првог српског устанка служио је као гласоноша међу устаницима у Србији и Црној Гори. Ризикујући свој живот, Милутиновић је преносио вести између црногорског владике Петра и Карађорђа. Када су Турци посумњали у прави разлог његових путовања, Милутиновић је остао у Србији, где му је давана новчана помоћ. Пријавио се као ђак у Великој школи Ивана Југовића.
Током 1813. године Ђуро је био у најближој околини вожда Карађорђа. По пропасти Првог српског устанка одлази у Грац а затим у Бесарабију, са већином српских емиграната. Тамо је, 1816. допринео одлучним држањем да Срби одбију понуду да се, као досељеници, трајно настане у долини Дњестра.
Године 1817. се вратио у Србију, у којој је, виђен и цењен и у кнежевом двору, живео до смрти, 9. септембра 1844. године.
Јанко Шафарик је записао о њему:
Најмилије његово занимање било је књижество српско и мисли и разговори о срећи и напретку премилог му рода српског и остале браће словенске. Скоро свака новоизишла књига српска морала се њему прочитати, при чему је он све, што је важније и примечанија достојно било, врло добро запамтио; за сваке новине је приљежно распитивао, не би ли што ново за милу Србију или незаборављену Црну Гору у њима нашао. Но није се ревност његова о књижеству српском само у читању састојала — он је и самим делом по могућству у помоћ притекао, и за сваку крајцару, коју је уштедити могао, куповао је нове књиге српске. Осим тога је и осталу браћу Србе непрестано опомињао да књиге купују и читају, и како се нова пренумерација појавила, одмах је он од дућана до дућана, од једног познатог до другог обилазио, и људе на пренумерацију и потпору књижества побуђивао. Тако је овај љубитељ просвештенија и сам непрестано до смрти учио и друге опомињао да читају, да уче; и знајући ценити вредност наука више пута је пред својим пријатељима у разговору жељу ту изразио, да се његове књиге, од којих је знатно число скупио, после његове смрти на општу корист и ползу учеће се младежи српске употребе и у библиотеци Лицеума Српског за његов вечити спомен положе и чувају. Он је био жива архива нове српске историје, и тако је био бистра разума и добра памћења да је и саме датуме догађаја добро и верно знао, а што је год чуо запамтио је и после другима радо казивао… Што се његовог нравственог карактера тиче, био је Ђура човек миран, трезвен, уредан, строго поштен и врло учтив, а особито се чувао да никоме на досаду не падне; при томе бејаше топли родољубац, тако да је код највећи и најнижи радо примљен и љубљен био.— Знаменити Срби XIX. века, година I, стр. 59.
Био је врстан познавалац народних песама. Лично је Вуку Караџићу дао више песама за Вуков зборник. Међу песмама које је Вук записао од Милутиновића су и: Диоба Селимовића, Перовић Батрић, Пипери и Тахир-паша, Бој Црногораца са Мамут-пашом, три сужња, Поп Љешевић и Матија Јушковић.
О његовом животу у Београду, пише М. Ђ. Милићевић:
Кнегиња Љубица није никад хтела сести за ручак, док се не нађе „Брат Ђура“, да и он седне. Обично је седео у дно стола, и служен је као и други гости. Бегови Милан и Михаило отимали су се који ће пре довести „Чича Ђуру“ на ручак, или му учинити другу коју услугу. Ђура је и иначе био призиван и поштован. Био је висока раста, сува озбиљна лица, чиста и прикладна одела; ишао је кроз улице лагано, с дугачким штапом у руци, као какав Велизарије! Сима Милутиновић, или други који одабрани београђанин, често би притрчао, узео га за руку, и извео га куд жели да се упути.— Знаменити Срби XIX. века, година I, стр. 60.